# Usina dieselétrica
As Usinas Dieselétricas são unidades de geração de energia elétrica por meio de motores a diesel estácionários,originando o nome (Dies - Diesel elétrica - eletricidade),também chamadas de U.D.E.São em geral utilizadas em regiões onde não há interligação com alguma linha de transmissão,são muito comuns na região amazônica.
Apresentam certa semelhança com Termoelétricas devido usarem combustiveis não-renováveis,mas não utilizam o mesmo processo de geração de energia,sendo apenas por combustão.